# Leptotarsus mitiformis
Leptotarsus mitiformis är en tvåvingeart som först beskrevs av Alexander 1960.  Leptotarsus mitiformis ingår i släktet Leptotarsus och familjen storharkrankar. Inga underarter finns listade i Catalogue of Life.